# Vibrio
Pour les articles homonymes, voir Vibrio (homonymie).
 (décembre 2022).
Si vous disposez d'ouvrages ou d'articles de référence ou si vous connaissez des sites web de qualité traitant du thème abordé ici, merci de compléter l'article en donnant les références utiles à sa vérifiabilité et en les liant à la section « Notes et références ».
Genre
Synonymes
- Allomonas Kalina et al. 1984
- Lucibacterium Hendrie et al. 1970
- Beneckea Campbell 1957

Vibrio (en français les Vibrions) est un genre de bacilles Gram négatifs de la famille des Vibrionaceae. Son nom tiré du latin vibro (vibrer, tressaillir, trembler) fait référence à la mobilité extrême et d'allure désordonnée observée chez ces bactéries. C'est le genre type de l'ordre des Vibrionales et de la famille des Vibrionaceae.
En 2022 le nombre d'espèces décrites et validement publiées a déjà largement dépassé la centaine. La plus célèbre est aussi l'espèce type, Vibrio cholerae, qui est l'agent responsable de l'infection toxinique grave appelée choléra. D'autres espèces de Vibrio provoquent des atteintes digestives moins sévères à type de gastroentérites.

## Écologie

### Habitat
Ce sont des bactéries vivant dans l'eau. Beaucoup vivent en saprophytes dans les eaux douces, mais elles sont également communes dans les habitats aquatiques salés (eaux de mer, estuaires, intestins des animaux marins). Leur résistance aux sels marin s'explique par leur halophilie.

### Pouvoir pathogène
Quelques espèces possèdent un pouvoir pathogène, les unes contre les Hommes, les autres contre les animaux aquatiques comme les poissons ou les batraciens.
L'espèce Vibrio cholerae est responsable d'une maladie grave exclusivement humaine, célèbre dans l'histoire pour ses épidémies mondiales : le choléra qui reste, aujourd'hui, une lourde menace pour certains pays africains et le sous-continent Indien.

Vibrio parahaemolyticus provoque des infections digestives à la suite de consommation de coquillages (huîtres), crustacés, poissons d'eau salée crus ou insuffisamment cuits, cette bactérie est responsable de nombreuses toxi-infections au Japon où la consommation de poissons crus est très courante.

Ainsi les Vibrio pathogènes possèdent plus spécifiquement un « pouvoir toxique » : capacité de la bactérie à sécréter une toxine responsable de trouble dans le fonctionnement d'un organisme supérieur.

## Prévalence
Le rapport Lancet Countdown on health and climate change 2023 publié mercredi 15 novembre par la revue The Lancet alerte sur le fait que ce genre bactérien (dont deux bactéries sont redoutées Vibrio parahaemolyticus et Vibrio vulnificus dite « bactérie mangeuse de chair ») est de plus en plus présent dans les eaux côtières en raison du réchauffement des eaux marines et du climat. 
Ces zones concernées gagnent en moyenne 329 kilomètres tous les ans depuis 1982. C'est aux États-Unis qu'on s'est d'abord inquiété : le CDC estimait en 2023 à 150 à 200 le nombre annuel d'infections par Vibrio vulnificus dans le pays, survenant surtout les mois les plus chauds. Une personne diagnostiquée sur cinq en meurt. Mais l'Europe était en 2022 la région du monde où l'extension moyenne de la zone de risque s'est le plus accrue : 142 kilomètres par an (record historique de propagation). 
En 2022, 10 % des littoraux du monde sont concernés, avec 1,4 milliard de personnes susceptibles de développer des maladies diarrhéiques, de graves infections des plaies et des septicémies dues à ces bactéries. Dans un scénario de réchauffement à 2 °C la zone concernée devrait s'agrandir de 17 à 25 % (soit + 23 % à +39 % de cas supplémentaires de vibrioses entre 2023 et 2050.
En 2022, 17 % du littoral européen était concerné, avec 421 000 cas déclarés de vibrioses en 2022 (un nombre qui devrait augmenter de 5 000 cas par an), d'autant que la température de surface de l'Atlantique a encore battu des records de chaleur à plusieurs reprises en 2023 (ex. :  T°C moyenne de 24,2 °C le 17 octobre, soit +1,1 °C de plus que la norme 1982-2011).
En 2023, Patrick Monfort (CNRS, spécialiste des vibrions) alerte sur le fait que ce risque est « aggravé par les événements extrêmes comme les ouragans, les tempêtes ou les inondations qui vont faire varier les niveaux de salinité de l’eau, deuxième facteur favorable à la propagation de ces Vibrio ». Ainsi, après le passage de l'ouragan Ian sur la Floride (septembre 2022), 38 nouveaux cas ont été signalés (dont 11 mortels). Le nombre de cas devrait doubler dans les vingt prochaines années aux États-Unis.

## Caractères bactériologiques

### Aspect microscopique
Les vibrions se présentent sous la forme de bacilles Gram négatifs fins, fréquemment de forme incurvés, de 2 à 3 µm de long.
Ils se caractérisent par une grande mobilité liée à la présence d'un flagelle unique : ciliature polaire. Ainsi leurs déplacements sont très rapides, et suivent une trajectoire rectiligne.

### Aspect macroscopique et de culture
Les Vibrio donnent sur GTS (gélose trypticase soja) des colonies de 2 à 3 mm de diamètre, circulaires à bords réguliers, assez plates, légèrement convexes, transparentes en général en 24h. Puis les colonies s'opacifient ; colonies lisses, luisantes de type S.

#### Conditions de culture
Aérobie de préférence, ils se développent peu ou pas en anaérobiose. Ils se cultivent bien sur les milieux ordinaires entre 10 °C et 40 °C (psychrophiles et mésophiles), un pH un peu au-dessus de 7 sera optimal pour leur culture (neutrophile et alcalophile). Leur culture est rapide et abondante sur un milieu peptoné simple (germe « non-exigeant »).
Les Vibrio ont des propriétés qui permettent leur « électivité » sur les différents milieux :
- Ils se cultivent à un pH alcalin entre 7,5 et 9
- Ils se cultivent à de forte concentration en NaCl (10 à 30 g/l), du fait de leur caractère halophile. Toutefois certaines espèces de Vibrio sont incapables de pousser en absence de NaCl, elles sont dites halophiles obligatoires.
- Leur croissance n'est pas entravée par l'ajout de différents inhibiteurs tels que les sels biliaires, citrate de sodium, thiosulfate de sodium...
  - ce qui fait d'eux des sources potentielles d'erreurs d'identification avec les entérobactéries, dont les milieux sélectifs sont propices au développement des Vibrio.

#### Caractéristiques des cultures
- « Aspect en bouillon » : trouble homogène avec un voile en surface.
- « Aspect en gélose » : petites ou moyennes colonies (de 1 à 2 mm de diamètre pour 24 heures) semi-bombé, lisses, arrondies : de type smooth ; transparentes ou translucides.

#### Milieux de culture
Milieux non sélectifs :
- Milieu ordinaire
- Milieu Mueller-Hinton

Milieux sélectifs :
- Milieu TCBS (thiosulfate-citrate-bile-saccharose)

### Caractères biochimiques
Les caractères biochimiques des Vibrio sont étudiés en galerie classique pour entérobactérie ou en Api 20 NE pour bacille gram - non-entérobactérie.

Un test permet de différencier les genres Vibrio du genre Aeromonas dans la famille des Vibrionaceae : il s'agit du test de vibriostase, un test de la sensibilité des bactéries à un composé 'vibriostatique O129. sachant que le genre Vibrio est sensible.

## Liste d'espèces
Selon la LPSN (8 décembre 2022) :
- Vibrio aerogenes Shieh et al. 2000
- Vibrio aestivus Lucena et al. 2013
- Vibrio aestuarianus Tison & Seidler 1983
- Vibrio agarilyticus Wang et al. 2021
- Vibrio agarivorans Macián et al. 2001
- Vibrio albus Li et al. 2019
- Vibrio alfacsensis Gomez-Gil et al. 2012
- Vibrio algicola Geng et al. 2020
- Vibrio alginolyticus (Miyamoto et al. 1961) Sakazaki 1968
- Vibrio algivorus Doi et al. 2016
- Vibrio aphrogenes Tanaka et al. 2018
- Vibrio aquaticus Li et al. 2020
- Vibrio areninigrae Chang et al. 2008
- Vibrio artabrorum Diéguez et al. 2011
- Vibrio astriarenae Al-Saari et al. 2016
- Vibrio atlanticus Diéguez et al. 2011
- Vibrio atypicus Wang et al. 2010
- Vibrio azureus Yoshizawa et al. 2009
- Vibrio barjaei Dubert et al. 2017
- Vibrio bivalvicida Dubert et al. 2016
- Vibrio brasiliensis Thompson et al. 2003
- Vibrio breoganii Beaz Hidalgo et al. 2009
- Vibrio campbellii (Baumann et al. 1971) Baumann et al. 1981
- Vibrio caribbeanicus Hoffmann et al. 2012
- Vibrio casei Bleicher et al. 2010
- Vibrio celticus Beaz-Hidalgo et al. 2011
- Vibrio chagasii Thompson et al. 2003
- Vibrio cholerae Pacini 1854 – espèce type
- Vibrio cidicii Orata et al. 2016
- Vibrio cincinnatiensis Brayton et al. 1986
- Vibrio comitans Sawabe et al. 2007
- Vibrio coralliilyticus Ben-Haim et al. 2003
- Vibrio coralliirubri Poli et al. 2018
- Vibrio cortegadensis Lasa et al. 2014
- Vibrio crassostreae Faury et al. 2004
- Vibrio crosai González-Castillo et al. 2015
- Vibrio cyclitrophicus corrig. Hedlund & Staley 2001
- Vibrio diabolicus Raguénès et al. 1997
- Vibrio diazotrophicus Guerinot et al.. 1982
- Vibrio echinoideorum Hira et al. 2019
- Vibrio europaeus (Prado et al. 2016) Dubert et al. 2016
- Vibrio ezurae Sawabe et al. 2005
- Vibrio fluvialis Lee et al. 1981
- Vibrio fortis Thompson et al. 2003
- Vibrio fujianensis Fang et al. 2018
- Vibrio furnissii Brenner et al. 1984
- Vibrio galatheae Giubergia et al. 2016
- Vibrio gallaecicus Beaz-Hidalgo et al. 2009
- Vibrio gallicus Sawabe et al. 2004
- Vibrio ganglieiMeng et al. 2018
- Vibrio gazogenes (Harwood et al. 1980) Baumann et al. 1981
- Vibrio gigantis Le Roux et al. 2005
- Vibrio halioticoli Sawabe et al. 1998
- Vibrio hangzhouensis Xu et al. 2009
- Vibrio hannami Lee et al. 2019
- Vibrio harveyi (Johnson & Shunk 1936) Baumann et al. 1981
- Vibrio hepatarius Thompson et al. 2003
- Vibrio hippocampi Balcázar et al. 2010
- Vibrio hispanicus Gomez-Gil et al. 2004
- Vibrio hyugaensis Urbanczyk et al. 2015
- Vibrio ichthyoenteri Ishimaru et al. 1996
- Vibrio injensis corrig. Paek et al. 2021
- Vibrio inusitatus Sawabe et al. 2007
- Vibrio ishigakensis Gao et al. 2018
- Vibrio japonicus Doi et al. 2017
- Vibrio jasicida Yoshizawa et al. 2012
- Vibrio kanaloae Thompson et al. 2003
- Vibrio lentus Macián et al. 2001
- Vibrio litoralis Nam et al. 2007
- Vibrio madracius Moreira et al. 2015
- Vibrio mangrovi Rameshkumar et al. 2011
- Vibrio marisflavi Wang et al. 2011
- Vibrio maritimus Chimetto et al. 2011
- Vibrio mediterranei Pujalte & Garay 1986
- Vibrio metoecus Kirchberger et al. 2014
- Vibrio metschnikovii Gamaleia 1888
- Vibrio mexicanus González-Castillo et al. 2015
- Vibrio mimicus Davis et al. 1982
- Vibrio mytili Pujalte et al. 1993
- Vibrio natriegens (Payne et al. 1961) Baumann et al. 1981
- Vibrio navarrensis Urdaci et al. 1991
- Vibrio neonatus Sawabe et al. 2005
- Vibrio neptunius Thompson et al. 2003
- Vibrio nereis (Harwood et al. 1980) Baumann et al. 1981
- Vibrio nigripulchritudo (Baumann et al. 1971) Baumann et al. 1981
- Vibrio nitrifigilis Huang et al. 2021
- Vibrio oceanisediminis Kang et al. 2015
- Vibrio olivae Lucena-Padrós et al. 2015
- Vibrio ordalii Schiewe et al. 1982
- Vibrio orientalis Yang et al. 1983
- Vibrio ostreae Muhammad et al. 2022
- Vibrio ostreicida Prado et al. 2014
- Vibrio ouci Li et al. 2020
- Vibrio owensii Cano-Gómez et al. 2010
- Vibrio pacinii Gomez-Gil et al. 2003
- Vibrio palustris Lucena et al. 2017
- Vibrio panuliri Kumari et al. 2015
- Vibrio paracholerae Islam et al. 2022
- Vibrio parahaemolyticus (Fujino et al. 1951) Sakazaki et al. 1963
- Vibrio pectenicida Lambert et al. 1998
- Vibrio penaeicida Ishimaru et al. 1995
- Vibrio plantisponsor Rameshkumar et al. 2012
- Vibrio pomeroyi Thompson et al. 2003
- Vibrio ponticus Macián et al. 2005
- Vibrio porteresiae Rameshkumar et al. 2008
- Vibrio proteolyticus (Merkel et al. 1964) Baumann et al. 1982
- Vibrio quintilis Lucena et al. 2013
- Vibrio rarus Sawabe et al. 2007
- Vibrio renipiscarius Tarazona et al. 2015
- Vibrio rhizosphaerae Ramesh Kumar & Nair 2007
- Vibrio rotiferianus Gomez-Gil et al. 2003
- Vibrio ruber Shieh et al. 2003
- Vibrio rumoiensis Yumoto et al. 1999
- Vibrio sagamiensis Yoshizawa et al. 2011
- Vibrio salilacus Zhong et al. 2015
- Vibrio salmonicida Egidius et al. 1986
- Vibrio scophthalmi Cerdà-Cuéllar et al. 1997
- Vibrio sinaloensis Gomez-Gil et al. 2008
- Vibrio sinensis Li et al. 2020
- Vibrio sonorensis González-Castillo et al. 2017
- Vibrio spartinae Lucena et al. 2017
- Vibrio splendidus (Beijerinck 1900) Baumann et al. 1981
- Vibrio stylophorae Sheu et al. 2011
- Vibrio superstes Hayashi et al. 2003
- Vibrio taketomensis Tanaka et al. 2021
- Vibrio tapetis Borrego et al. 1996
- Vibrio tarriae Islam et al. 2022
- Vibrio tasmaniensis Thompson et al. 2003
- Vibrio thalassae Tarazona et al. 2014
- Vibrio toranzoniae Lasa et al. 2013
- Vibrio tritonius Sawabe et al. 2015
- Vibrio tubiashii Hada et al. 1984
- Vibrio ulleungensis Moon & Park 2021
- Vibrio variabilis Chimetto et al. 2011
- Vibrio viridaestus Li et al. 2020
- Vibrio vulnificus (Reichelt et al. 1979) Farmer 1980
- Vibrio xiamenensis Gao et al. 2012
- Vibrio xuii Thompson et al. 2003
- Vibrio zhugei Guo et al. 2019
- Vibrio ziniensis Wu et al. 2021